# The Brook (River Pool)
Der The Brook ist ein Wasserlauf im London Borough of Bromley. Er entsteht aus zwei gleichnamigen Quellflüssen. Der westliche längere Arm entsteht östlich des Bethlem Royal Hospital.(51° 22′ 43″ N, 0° 1′ 31″ W)  Der östliche kürzere Arm entsteht nördlich des Langley Park Golf Course.(51° 23′ 27″ N, 0° 0′ 51″ W)
Er fließt in nördlicher Richtung und vereinigt sich mit dem Chaffinch Brook zum River Pool.